# Ommatostola lintneri
Ommatostola lintneri là một loài bướm đêm trong họ Noctuidae.